# Álvaro González (ur. 1973)
Álvaro Fabián González Pintos (ur. 12 września 1973 w Canelones) – urugwajski piłkarz z obywatelstem meksykańskim występujący na pozycji napastnika.

## Kariera klubowa
González jest wychowankiem zespołu Club Atlético Cerro z siedzibą w stołecznym mieście Montevideo. W urugwajskiej Primera División zadebiutował w jego barwach jako dziewiętnastolatek i występował w nim przez kolejne sześć sezonów. Nie odniósł jednak w tym czasie żadnych większych sukcesów, znacznie częściej walcząc o utrzymanie w najwyższej klasie rozgrywkowej. Po spadku Cerro do drugiej ligi, na początku 1998 roku odszedł do chilijskiego drugoligowca, Evertonu de Viña del Mar, a po upływie dwunastu miesięcy powrócił do ojczyzny, podpisując kontrakt z ekipą Frontera Rivera. W 2000 roku został za to piłkarzem stołecznego Club Atlético Bella Vista, gdzie grał z kolei przez półtora sezonu.
Latem 2002 González wyjechał do Meksyku, gdzie spędził kolejne osiem lat swojej kariery, przyjmując tamtejsze obywatelstwo. Jego pierwszym zespołem został Pumas UNAM ze stołecznego miasta Meksyk, w którego barwach zadebiutował w tamtejszej Primera División 3 sierpnia w wygranym 1:0 spotkaniu z Celayą, a pierwszego gola strzelił 14 września w przegranej 1:3 konfrontacji z Américą. Początkowo był kluczowym piłkarzem drużyny prowadzonej przez Hugo Sáncheza, lecz kilka miesięcy później zanotował serię słabych występów i w lipcu 2003 odszedł do nowo powstałego zespołu z drugiej ligi – Dorados de Sinaloa z miasta Culiacán. 8 sierpnia tego samego roku w zremisowanym 1:1 meczu z Méridą strzelił pierwszego oficjalnego gola w historii klubu, a cały półroczny pobyt w ekipie podsumował czterema trafieniami i pomógł jej wygrać drugą ligę w sezonie Apertura 2003. W styczniu 2004 został piłkarzem innego zespołu z drugiej ligi meksykańskiej, Lagartos de Tabasco, którego barwy reprezentował aż do rozwiązania drużyny, przez dwa i pół roku, zdobywając w tym czasie 46 bramek, dzięki czemu został najlepszym strzelcem w krótkiej historii klubu.
W lipcu 2006 González zasilił drużynę Puebla FC, w której od razu zapewnił sobie pewne miejsce w składzie. W swoim pierwszym sezonie w tym klubie, 2006/2007, został królem strzelców Primera División A, zarówno w rozgrywkach Apertura, jak i Clausura, zdobywając odpowiednio czternaście i szesnaście bramek, w fazie Apertura wygrał ze swoim zespołem drugą ligę meksykańską, co na koniec sezonu zaowocowało awansem do najwyższej klasy rozgrywkowej. Tam również był czołowym strzelcem ekipy, jednak nie osiągał z nią żadnych drużynowych sukcesów. Latem 2009 na zasadzie półrocznego wypożyczenia przeszedł do drugoligowej drużyny z tego samego miasta, Lobos BUAP, po czym powrócił do Puebli, gdzie spędził jeszcze rok. Ogółem zdobył w barwach tego zespołu 73 bramki, co daje mu pozycję czwartego najlepszego strzelca w historii klubu. W styczniu 2011 powrócił do ojczyzny, podpisując kontrakt ze stołecznym Danubio FC, w którego barwach zakończył piłkarską karierę w wieku 38 lat.